# Handbook of the Birds of the World
Het Handbook of the Birds of the World is een handboek voor de ornithologie. Dit handboek bestaat uit 16 delen en een Special Volume en werd geproduceerd door de Spaanse uitgeverij Lynx Nature Books. De redactie over deze serie werd uitgevoerd door een team bestaande uit Josep del Hoyo, Andrew Elliott, Jordi Sargatal en David A. Christie.
De zeventien boeken zijn in de loop van 1992 tot en met juni 2013 verschenen. Hiermee is voor het eerst een publicatie gereed gekomen waarbij voor iedere vogelsoort afzonderlijk een uitgebreide beschrijving met afbeelding(en) in kleur staat. Van geen enkele andere diergroep op aarde bestond in 2013 een vergelijkbaar overzicht in druk.

## Inhoud
De gevolgde systematiek is gebaseerd op taxonomische inzichten die op het moment van voorbereiding gangbaar waren. Soms zijn systematische veranderingen niet meegenomen in de volgende delen. De soorten uit de onderfamilie Saxicolinae worden in deel 10 nog behandeld als soorten die tot de familie van de lijsters behoren. De overige soorten die in deel 11 aan de beurt komen worden behandeld als soorten uit de familie van de vliegenvangers. Nieuw ontdekte soorten werden opgenomen als bij voltooiing van het manuscript een wetenschappelijke eerste beschrijving bestond.
Elk deel (behalve de eerste twee) begint met een verhandeling over een bepaald ornithologisch thema, gevolgd door een introductie over de familie en daarna behandeling van de vogelsoorten afzonderlijk. Hierin worden vervolgens besproken: de taxonomie, ondersoorten en verspreiding, soortbeschrijving met afbeeldingen in kleur, leefgebied, voortplanting, vogeltrek, foerageergedrag en status als al dan niet beschermd dier. Verder zijn er verspreidingskaarten, bibliografische referenties met een uitgebreide index aan het einde van elk deel.
Aan het Handbook of the Birds of the World werkten meer dan 200 ornithologen mee en 35 illustratoren uit 40 landen en 834 fotografen van over de hele wereld. Van zeldzame en nieuw ontdekte vogels zoals de banggaikraai (Corvus unicolor) en de Humes karekiet (Acrocephalus orinus) verschenen 's werelds eerste foto's in deze serie boeken.

## Online te raadplegen
Sinds de voltooiing in 2013 van het werk bestaat de mogelijkheid de inhoud tegen betaling via internet te raadplegen. Hiervoor is het zogenaamde HBW Alive project gestart. Extra informatie over bijvoorbeeld veranderde taxonomische inzichten en nieuw ontdekte vogelsoorten worden ter aanvulling ook via deze website wereldkundig gemaakt.

## Overzicht behandeldetaxain de diverse delen

### 1992 Deel 1: Ostrich to Ducks(ISBN 8487334091)
- Struthionidae (Struisvogels)
- Rheidae (Nandoes)
- Casuariidae (Kasuarissen)
- Dromaiidae (Emoes)
- Apterygidae (Kiwi's)
- Tinamidae (Tinamoes)
- Spheniscidae (Pinguïns)
- Gaviidae (Duikers)
- Podicipedidae (Futen)
- Diomedeidae (Albatrossen)
- Procellariidae (Stormvogels)
- Hydrobatidae (Stormvogeltjes)
- Pelecanoididae (Alkstormvogeltjes)
- Phaethontidae (Keerkringvogels)
- Pelecanidae (Pelikanen)
- Sulidae (Jan-van-genten)
- Phalacrocoracidae (Aalscholvers)
- Anhingidae (Slangenhalsvogels)
- Fregatidae (Fregatvogels)
- Ardeidae (Reigers)
- Scopidae (Hamerkoppen)
- Ciconiidae (Ooievaars)
- Balaenicipitidae (Schoenbekooievaars)
- Threskiornithidae (Ibissen)
- Phoenicopteridae (Flamingo's)
- Anatidae (Eenden)

### 1994 Deel 2: New World Vultures to Guineafowl(ISBN 8487334156)
- Cathartidae (Gieren van de Nieuwe Wereld)
- Pandionidae (Visarenden)
- Accipitridae (Sperwers, haviken, etc.)
- Sagittariidae (Secretarisvogel)
- Falconidae (Valken)
- Megapodiidae (Grootppothoenders)
- Cracidae (Sjakohoenders)
- Meleagrididae (Kalkoenen)
- Tetraonidae (Ruigpoothoenders)
- Odontophoridae (Amerikaanse Kwartels)
- Phasianidae (Hoenders)
- Numididae (Parelhoenders)

### 1996 Deel 3: Hoatzin to Auks(ISBN 8487334202)
- Opisthocomidae (Hoatzins)
- Mesitornithidae (Steltrallen)
- Turnicidae (Vechtkwartels)
- Gruidae (Kraanvogels)
- Aramidae (Koerlans)
- Psophiidae (Trompetvogels)
- Rallidae (Rallen)
- Heliornithidae (Fuutkoeten)
- Rhynochetidae (Kagoes)
- Eurypygidae (Zonnerallen)
- Eurypygidae (Zonnerallen)
- Cariamidae (Seriema's)
- Otididae (Trappen)
- Jacanidae (Jacana's)
- Rostratulidae (Goudsnippen)
- Dromadidae (Krabplevieren)
- Haematopodidae (Scholeksters)
- Ibidorhynchidae (Ibissnavels)
- Recurvirostridae (Kluten)
- Burhinidae (Grielen)
- Glareolidae (Renvogels)
- Charadriidae (Plevieren)
- Scolopacidae (Strandlopers)
- Pedionomidae (Trapvechtkwartels)
- Thinocoridae (Kwartelsnippen)
- Chionididae (IJshoenders)
- Stercorariidae (Jagers)
- Laridae (Meeuwen)
- Sternidae (Sterns)
- Rhynchopidae (Schaarbekken)
- Alcidae (Alken)

### 1997 Deel 4: Sandgrouse to Cuckoos(ISBN 8487334229)
- Pteroclidae (Zandhoenders)
- Columbidae (Duiven)
- Cacatuidae (Kaketoes)
- Psittacidae (Papegaaien)
- Musophagidae (Toerako's)
- Cuculidae (Koekoeken)

### 1999 Deel 5: Barn-Owls to Hummingbirds(ISBN 8487334253)
- Tytonidae (Kerkuilen)
- Strigidae (Uilen)
- Steatornithidae (Vetvogels)
- Aegothelidae (Dwergnachtzwaluwen)
- Podargidae (Kikkerbekken)
- Nyctibiidae (Reuzennachtzwaluwen)
- Caprimulgidae (Nachtzwaluwen)
- Apodidae (Gierzwaluwen)
- Hemiprocnidae (Boomgierzwaluwen)
- Trochilidae (Kolibries)

### 2001 Deel 6: Mousebirds to Hornbills(ISBN 848733430X)
- Coliidae (Muisvogels)
- Trogonidae (Trogons)
- Alcedinidae (IJsvogels)
- Todidae (Todies)
- Momotidae (Motmots)
- Meropidae (Bijeneters)
- Coraciidae (Scharrelaars)
- Brachypteraciidae (Grondscharrelaars)
- Leptosomidae (Koerols)
- Upupidae (Hoppen)
- Phoeniculidae (Boomhoppen)
- Bucerotidae (Neushoornvogels)

### 2002 Deel 7: Jacamars to Woodpeckers(ISBN 8487334377)
- Galbulidae (Glansvogels)
- Bucconidae (Baardkoekoeken)
- Capitonidae (Amerikaanse Baardvogels)
- Ramphastidae (Toekans)
- Indicatoridae (Honingspeurders)
- Picidae (Spechten)

### 2003 Deel 8: Broadbills to Tapaculos(ISBN 8487334504)
- Eurylaimidae (Breedbekken)
- Philepittidae (Asities)
- Pittidae (Pitta's)
- Furnariidae (Ovenvogels)
- Dendrocolaptidae (Muisspechten)
- Thamnophilidae (Miervogels)
- Formicariidae (Mierlijsters)
- Conopophagidae (Muggeneters)
- Rhinocryptidae (Tapaculo's)

### 2004 Deel 9: Cotingas to Pipits and Wagtails(ISBN 8487334695)
- Cotingidae (Cotinga's)
- Pipridae (Manakins)
- Tyrannidae (Tirannen)
- Acanthisittidae (Rotswinterkoningen)
- Menuridae (Liervogels)
- Alaudidae (Leeuweriken)
- Hirundinidae (Zwaluwen)
- Motacillidae (Kwikstaarten)

### 2005 Deel 10: Cuckoo-shrikes to Thrushes(ISBN 8487334725)
- Campephagidae (Rupsvogels)
- Pycnonotidae (Buulbuuls)
- Chloropseidae (Bladvogels)
- Irenidae (Blauwruggen)
- Aegithinidae (Iora's)
- Ptiliogonatidae (Zijdevliegenvangers)
- Bombycillidae (Pestvogels)
- Hypocoliidae (Zijdestaarten)
- Dulidae (Palmtapuiten)
- Cinclidae (Waterspreeuwen)
- Troglodytidae (Winterkoningen)
- Mimidae (Spotlijsters)
- Prunellidae (Heggenmussen)
- Turdidae (Lijsters) en een gedeelte van de subfamilie Saxicolinae
(tapuitachtigen, nu onderdeel van de familie Muscicapidae
(Vliegenvangers, deel 11)

### 2006 Deel 11: Old World Flycatchers to Old World Warblers(ISBN 849655306X)
- Muscicapidae (Vliegenvangers
- Platysteiridae (Lelvliegenvangers)
- Rhipiduridae (Waaierstaartvliegenvangers)
- Monarchidae (Monarchen)
- Regulidae (Goudhanen)
- Polioptilidae (Muggenvangers)
- Cisticolidae (Graszangers)
- Sylviidae (Grasmussen)

### 2007 Deel 12: Picathartes to Tits and Chickadees(ISBN 9788496553422)
- Picathartidae (Kaalkopkraaien)
- Timaliidae (Timalia's)
- Paradoxornithidae (Diksnavelmezen)
- Pomatostomidae (Australaziatische Babbelaars)
- Orthonychidae (Stronklopers)
- Eupetidae (Ralbabbelaars)
- Pachycephalidae (Fluiters)
- Petroicidae (Australische Vliegenvangers)
- Maluridae (Elfjes)
- Dasyornithidae (Borstelvogels)
- Acanthizidae (Doornsnavels)
- Epthianuridae (Schijnpaapjes)
- Neosittidae (Boomlopers)
- Climacteridae (Australische Kruipers)
- Paridae (Mezen)

### 2008 Deel 13: Penduline-tits to Shrikes(ISBN 9788496553453)
- Remizidae (Buidelmezen)
- Aegithalidae (Staartmezen)
- Sittidae (Boomklevers)
- Tichodromidae (Rotskruipers)
- Certhiidae (Boomkruipers)
- Rhabdornithidae (Filipijnse kruipers)
- Nectariniidae (Honingzuigers)
- Melanopareiidae (Maansluipers)
- Paramythiidae (Prachtbessenpikkers)
- Dicaeidae (Bastaardhoningvogels)
- Pardalotidae (Diamantvogels)
- Zosteropidae (Brilvogels)
- Promeropidae (Suikervogels)
- Meliphagidae (Honingeters)
- Oriolidae (Wielewalen)
- Laniidae (Klauwieren)

### 2009 Deel 14: Bush-shrikes to Old World Sparrows(ISBN 9788496553507)
- Malaconotidae (Bosklauwieren)
- Prionopidae (Helmklauwieren)
- Vangidae (Vanga's)
- Dicruridae (Drongo's)
- Callaeidae (Nieuw-Zeelandse Lelvogels)
- Notiomystidae (Hihi's)
- Grallinidae (Moddervogels)
- Corcoracidae (Moddervogels)
- Artamidae (Spitsvogels)
- Pityriasidae (Borstelkoppen)
- Cracticidae (Orgelvogels)
- Paradisaeidae (Paradijsvogels)
- Ptilonorhynchidae (Prieelvogels)
- Corvidae (Kraaien)
- Buphagidae (Ossenpikkers)
- Sturnidae (Spreeuwen)
- Passeridae (Mussen)

### 2010 Deel 15: Weavers to New World Warblers(ISBN 9788496553682)
- Ploceidae (Wevers)
- Estrildidae (Prachtvinken)
- Viduidae (Wida's)
- Vireonidae (Vireo's)
- Fringillidae (Vinken)
- Drepanididae (merendeels in Fringillidae)
- Parulidae (Amerikaanse Zangers)

### 2011 Deel 16: Cardinals to New World Blackbirds(ISBN 9788496553781)
- Thraupidae (Tangaren)
- Cardinalidae (Kardinalen)
- Emberizidae (Gorzen)
- Icteridae (Troepialen)